# Suore della riparazione
Le suore della riparazione sono un istituto religioso femminile di diritto pontificio.

## Storia
La congregazione venne fondata da Carolina Orsenigo e Carlo Salerio. All'età di diciotto anni la Orsenigo manifestò l'intenzione di abbracciare la vita religiosa tra le clarisse del monastero di Lovere, ma il suo confessore la dissuase indirizzandola alle attività sociali; nel 1840 si stabilì presso la parrocchia di San Marco a Milano e, con alcune compagne, iniziò a svolgere un'intensa attività caritatevole.
Sotto la direzione di Giovanni Riboldi nel 1854, con l'approvazione dell'arcivescovo Carlo Bartolomeo Romilli e la benedizione di papa Pio IX, fondò l'associazione della Carità.
Nel 1857 la Orsenigo incontrò Carlo Salerio, delle missioni estere di Milano, e insieme aprirono, nella zona degli orti di Porta Romana, la "Casa di Nazareth", per l'assistenza alle ragazze "cadute e pericolanti": per gestire l'opera istituirono la congregazione delle suore della riparazione, che ebbe inizio il 2 ottobre 1859.
Nel 1861 la sede dell'opera venne trasferita in corso Magenta; nel 1868 alla casa di Milano si unì la Casa della Sacra Famiglia di Venezia, sorta con le stesse finalità, e le comunità che le dirigevano si fusero in un'unica congregazione.
Le suore della riparazione fondarono una missione in Birmania nel 1895: espulse nel 1968, le religiose aprirono case in Brasile e in Kenya.
La congregazione ricevette il pontificio decreto di lode il 28 maggio 1895 e l'approvazione definitiva della Santa Sede il 4 ottobre 1906; le sue costituzioni vennero approvate definitivamente il 21 novembre 1933.

## Attività e diffusione
Le religiose operano in centri di accoglienza per madri e bambini in difficoltà, scuole, pensionati, oratori e parrocchie.
La congregazione conta case in Australia, Birmania, Brasile, Filippine, Italia e Papua Nuova Guinea; la sede generalizia è in via Padre Carlo Salerio, 53, a Milano.
Alla fine del 2008 la congregazione contava 598 in 85 case.